# Traiectum (Utrecht)

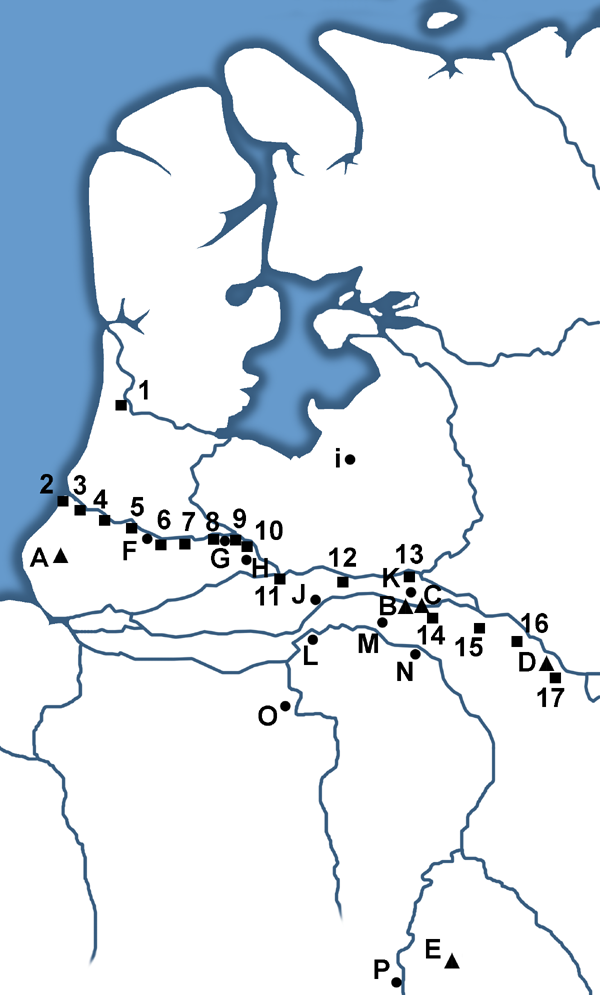
Romeinse steden, forten en nederzettingen in Germania Inferior, met langs de zuidoever van de toenmalige Rijn een opbouw van forten die de zwaar versterkte grenslinie vormden. Traiectum staat onder nummer 9, Fletio onder 8, en Fectio onder 10 op de kaart. Forten zijn als vierkant weergegeven, steden als driehoek, nederzettingen als stip

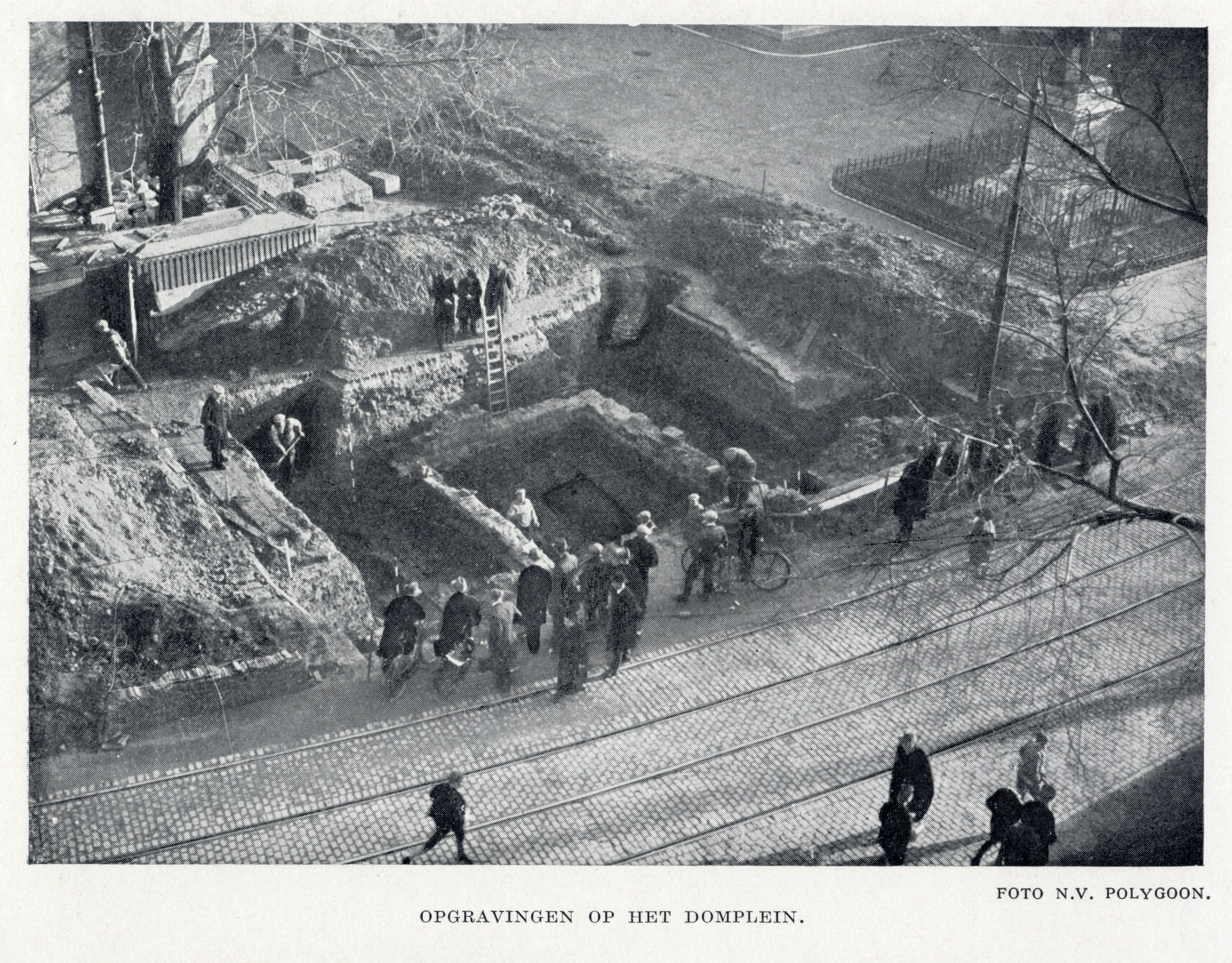
De archeologische opgraving van 1929. Het oostelijk deel van de Heilig Kruiskapel is zichtbaar welke was gelegen in het westelijk deel van het hoofdkwartier binnen het fort

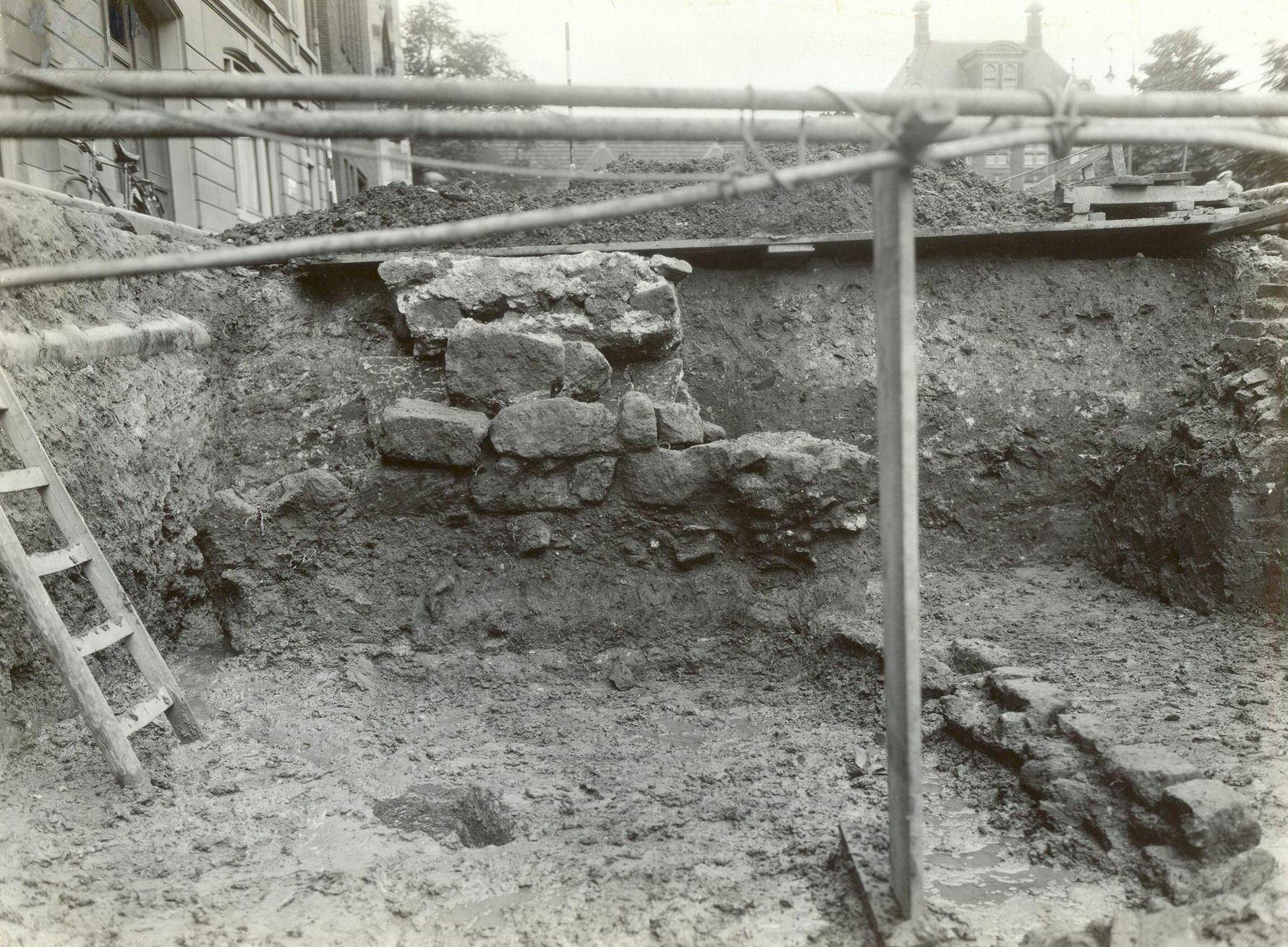
Bij de archeologische opgraving in 1933 werd een deel van een stenen Romeinse barak aangetroffen (zichtbaar in het midden van de foto)

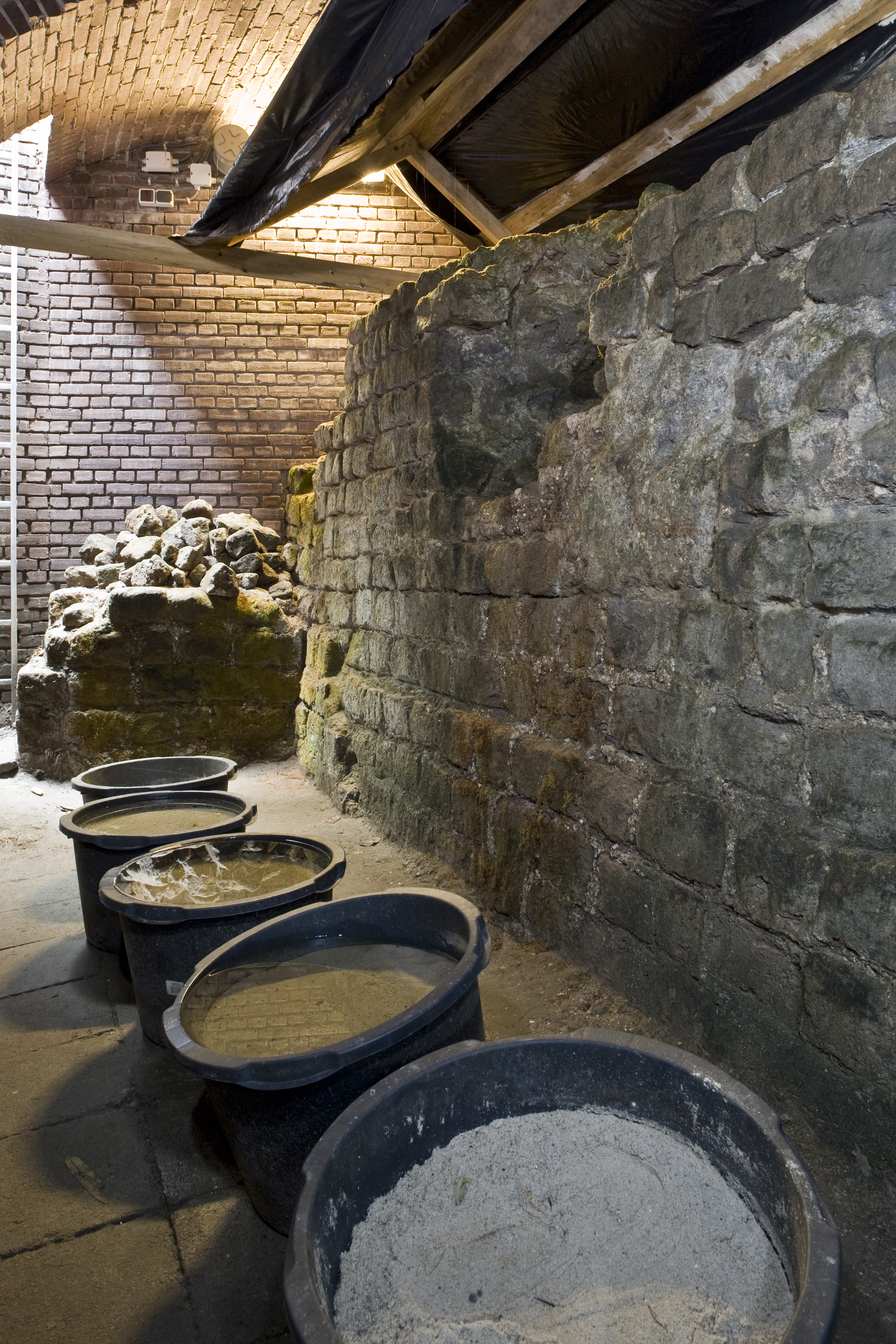
Deel van de castellummuur rechts op de foto (bron: Rijksdienst voor het Cultureel Erfgoed)

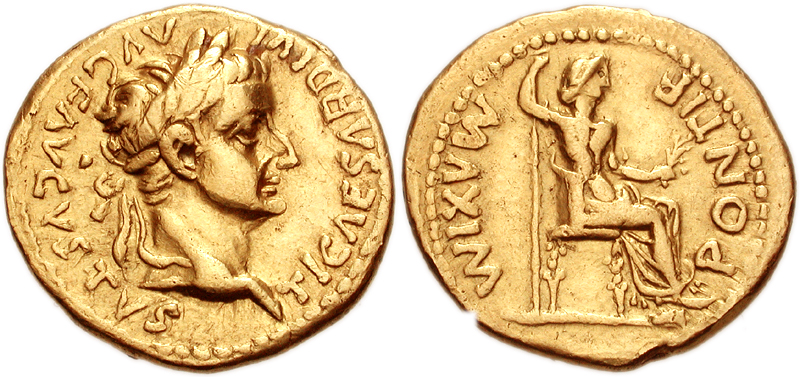
Bij de opgravingen werd een muntschat van 50 Romeinse munten gevonden, waaronder een munt vrijwel identiek aan deze aureus met de beeltenis van keizer Tiberius

Traiectum was vanaf omstreeks het jaar 50 een Romeins fort (Latijn: castellum) langs de rivier de Rijn. Het lag destijds op de noordelijke grens (limes) van het Romeinse Rijk in de provincie Neder-Germanië (Germania Inferior). Vandaag de dag liggen de restanten ervan onder en rond het Domplein in de Nederlandse stad Utrecht.
Het Romeinse fort in de huidige Utrechtse binnenstad vormt de bakermat van de stad Utrecht en bleef in hoge mate bepalend voor de ontwikkeling van de stad. Na het vertrek van de Romeinen rond het jaar 270, werd het in de 7e en het begin van de 8e eeuw diverse malen inzet van de strijd tussen de christelijke Franken en polytheïstische Friezen. Met de definitieve verovering door de Franken in 719, groeide het oude Romeinse fort uit tot de burcht Trecht en het vormde lange tijd met de Utrechtse bisschoppen het bestuurlijk en kerkelijk centrum in de Noordelijke Nederlanden. De burcht trok koop- en ambachtslieden aan die zich naast de burcht vestigden. Van daaruit ontstond een bloeiende handelsnederzetting genaamd Stathe. Tot de 12e/13e eeuw behield de burcht haar verdedigende werking.

## Naam
De aanduiding Traiectum werd gebruikt om een plaats aan te geven waar een rivier doorwaadbaar of over te steken was. Traiectum (letterlijk: Traiecto) staat vermeld in de Romeinse reisgids Itinerarium Antonini tussen Mannaricium (Maurik) en Albaniana (Alphen aan den Rijn). Waar, gezien de naam van het fort, de oversteekplaats voor de rivier lag, is nog niet duidelijk geworden. Gezien er in de Romeinse tijd landbouwgrond direct noordelijk van het castellum op de andere rivieroever lag, wordt vermoed dat de oversteekplaats zich daar heeft bevonden. Op de Romeinse reiskaart Tabula Peutingeriana staat Traiectum niet vermeld. Een verklaring daarvoor is mogelijk omdat bij archeologische onderzoeken rond 2007 bleek dat dit castellum niet aan de doorgaande limesweg lag, maar aan een korte doodlopende zijweg die ervan afsplitste.
Vanuit de Latijnse aanduiding Traiecto ontstond in de middeleeuwen het Nederlandse woord Trecht. Trecht behoort tot de oudste drie bekende Nederlandse woorden en is het oudste Latijnse leenwoord in het Nederlands. Het werd voor het eerst genoemd als burcht-/plaatsnaam in het Utrechtse. In de middeleeuwen werd voor Utrecht én Maastricht Traiectum als plaatsnaam gebruikt, ter onderscheid kregen beide plaatsen daarna een nadere aanduiding in hun plaatsnaam.  Sommige schrijvers noemden de Utrechtse burcht Wiltenburg.

## Geschiedschrijving en archeologie
Er werd al in de loop der eeuwen omtrent Utrecht over een Romeinse oorsprong en (mogelijke) vondsten uit die tijd gespeculeerd en bericht. Echter tot in het tweede kwart van de 20e eeuw werd de Romeinse oorsprong van Utrecht ontkend door bepaalde wetenschappers. Het in 1927 bij funderingswerkzaamheden bij de Dom van Utrecht aantreffen van onder meer Romeinse aardewerkscherven en dakpannen, zou in 1929 tot de eerste archeologische opgraving met de definitieve ontdekking leiden. Met name de archeologen A.E. van Giffen en C.W. Vollgraff hebben daarna tot 1949 op het Domplein meerdere opgravingen verricht. Tot aan circa 2000 is ongeveer 5% van het castellum onderzocht en opgegraven. In 2011 zijn graafwerkzaamheden gestart ter hoogte van het verdwenen middenschip van de Domkerk waar Van Giffen al eerder groef.

## Geschiedenis

### Romeinse tijd
Het houten fort Traiectum werd rond 47-50 n.Chr. ten tijde van keizer Claudius onder de Romeinse generaal Gnaius Domitius Corbulo gebouwd als versterking voor de grens die de Rijn vormde tegen vijandige noordelijke stammen. Recente onderzoeken aan onder meer het Romeinse fort in Woerden doen vermoeden dat de inrichting van de limes met het Utrechtse fort mogelijk al enkele jaren eerder plaats heeft gevonden in verband met plannen voor een Romeinse invasie van Britannia in 43. De opzet van de limes in Nederland kan dan meer gezien worden als een goed bewaakte militaire transportroute.
Het fort in de Utrechtse binnenstad was destijds gesitueerd in een binnenbocht van de Rijn op een oeverwal, met via de lange zijde het front noordwaarts gericht op de rivier. Deze situering ten opzichte van de rivier en de vijand was een typisch verschijnsel bij castella in het huidige Nederland en daarbuiten niet gangbaar. De Rijn liep hoogstwaarschijnlijk destijds komend vanuit het zuiden op korte afstand langs het castellum in de Utrechtse binnenstad en boog via de huidige Kromme Nieuwegracht en het Oudkerkhof af, om in westelijke richting stroomafwaarts zijn weg te vervolgen. Tijdens de Bataafse Opstand van 69/70 werd het fort, net als alle andere grensforten langs de Rijn tot aan Castra Vetera (Xanten), verwoest door de Bataafse opstandelingen. Nadat de opstand was bedwongen werd het herbouwd, in een latere fase grotendeels in steen. Rond 270 verlieten de Romeinen Traiectum.

#### Periodes van het castellum
Aangezien er voor het castellum in de Romeinse tijd meerdere her- en verbouwingen hebben plaatsgevonden, wordt door archeologen onderscheid gemaakt in vijf periodes tot aan circa 270. In de eerste vier periodes bestond het fort grotendeels uit hout en aarde, in de vijfde deels uit steen. Diverse malen zijn er in de Romeinse tijd ophogingen aangebracht.
1. In de eerste en oudste periode werd rond het jaar 50 een houten fort met aarden wal gebouwd op een oppervlak van 88 bij 145 meter.
2. Over het houten fort werd een tweede gebouwd, het bleek verwoest door brand rond het jaar 69/70.
3. Kort daarop werd het fort weer opgebouwd.
4. In (waarschijnlijk het begin van) de 2e eeuw werd een geheel nieuw fort gebouwd.
5. Rond het jaar 200[13] werd het fort vernieuwd en de hout-aarde-wal van het fort vervangen door steen. Het oppervlak werd vergroot naar 124 bij 152 meter.
6. Een periode die wordt toegekend aan de laat-/ na-Romeinse tijd.

De oeverwal waarop het castellum werd gebouwd ligt heden op circa 1,20 tot 1,45 meter boven NAP. Het terrein direct aan de oost- en westzijde met de kampdorpen (de zogeheten vici met niet-militaire bevolking), lag op circa 0,60 tot 0,90 meter boven NAP. In de eerste eeuw heeft zich een overstroming voorgedaan. De rivier bij het fort was in de Romeinse tijd op diverse plaatsen voorzien van beschoeiingen en na de overstroming is binnen het fort een ophoging van ongeveer een halve meter aangebracht. In volgende periodes is daarin diverse malen verder opgehoogd. De totale kunstmatige ophoging in de Romeinse tijd kwam daardoor op 1,80 meter.

#### Opbouw van het castellum
Bij de bouw van het eerste castellum is een met aarde en hout uitgevoerde verdedigingswal met torens aangebracht, met daarbuiten twee droge grachten. Door het castellum liepen twee haaks op elkaar staande hoofdwegen: de via principalis (oost-west) en de via praetoria (noord-zuid). Er zijn sporen aangetroffen dat deze wegen goten hadden. Van de 5e periode is teruggevonden dat op het punt waar de hoofdwegen buiten het castellum liepen, deze toegangen voorzien waren van stenen poorttorens. Tufsteen uit de Eifel werd in deze periode gebruikt om het fort te voorzien van een stenen buitenmuur. Stenen hoektorens maakten deel uit van deze buitenmuur.
Van de gebouwen in het fort is bekend dat de kazernebarakken uit houten palen en met leem bestreken vlechtwanden bestonden. In een latere periode waren deze deels in tufsteen uitgevoerd. Het hoofdkwartier (de zogeheten principia) was gesitueerd aan de twee hoofdwegen in het castellum. Het was meerdere malen herbouwd. Qua afmetingen was het circa 25 bij 25 meter en minstens 5 meter hoog. Tot aan periode 3 was het hoofdkwartier van hout, daarna was het in tufsteen uitgevoerd. De principia had een binnenhof (atrium) en in periode 5 verwarming (hypocaustum).
Waar de twee hoofdwegen samenkwamen was in het midden van het fort in periode 5 tevens een stenen gebouw van circa 8 bij 7 meter. Vandaag de dag liggen de restanten ervan onder het door een wervelwind verdwenen deel van de Domkerk. Waarschijnlijk was het gebouw in de Romeinse tijd een tempeltje. Bij de opgravingen is beeldhouwwerk gevonden van de Romeinse god Jupiter, de godin Juno, en een plaatselijk gemaakt beeldje van Minerva of Mars.

#### Leger en bevolking
Tussen 88/89 en circa 270 was in het fort een legereenheid ter grootte van een cohors gestationeerd. Via stempels op teruggevonden dakpannen is bekend dat dit het cohors II Hispanorum peditata was, bestaande uit infanteriehulpsoldaten afkomstig uit huidig Spanje. De constante sterkte voor het castellum was circa 500 man. Daarbij waren er direct ten oosten en westen van het fort op de oeverwal de vici, nederzettingen met niet-militaire bevolking. Deze vici hadden een totale oppervlakte van 3,8 hectare en naar schatting woonden er 100 tot 300 mensen. De oostelijke vicus ter hoogte van de huidige Pieterskerk is hoogstwaarschijnlijk al in periode 1 ontstaan; de westelijke vicus bij de Buurkerk ontstond mogelijk wat later. Beide nederzettingen werden verlaten bij het vertrek van de Romeinen.
Vandaag de dag beschrijft de Zadelstraat de doorgaande Romeinse weg vanaf de via principales naar de westelijke nederzetting en loopt langs de Servetstraat over de Maartensbrug. Voorbij het eind van de Zadelstraat werd in 2007 bij het Duitse Huis een klein Romeins grafveld uit de 1e tot 3e eeuw aangetroffen met onder meer urnen voorzien van crematieresten en grafgiften. Vermoedelijk was het grafveld gelegen aan een uitvalsweg van het castellum. Sporen van weidegrond/landbouw uit de Romeinse tijd werden op de andere oever 200 meter ten noorden van het fort aangetroffen en ongeveer een kilometer ten zuiden ervan.

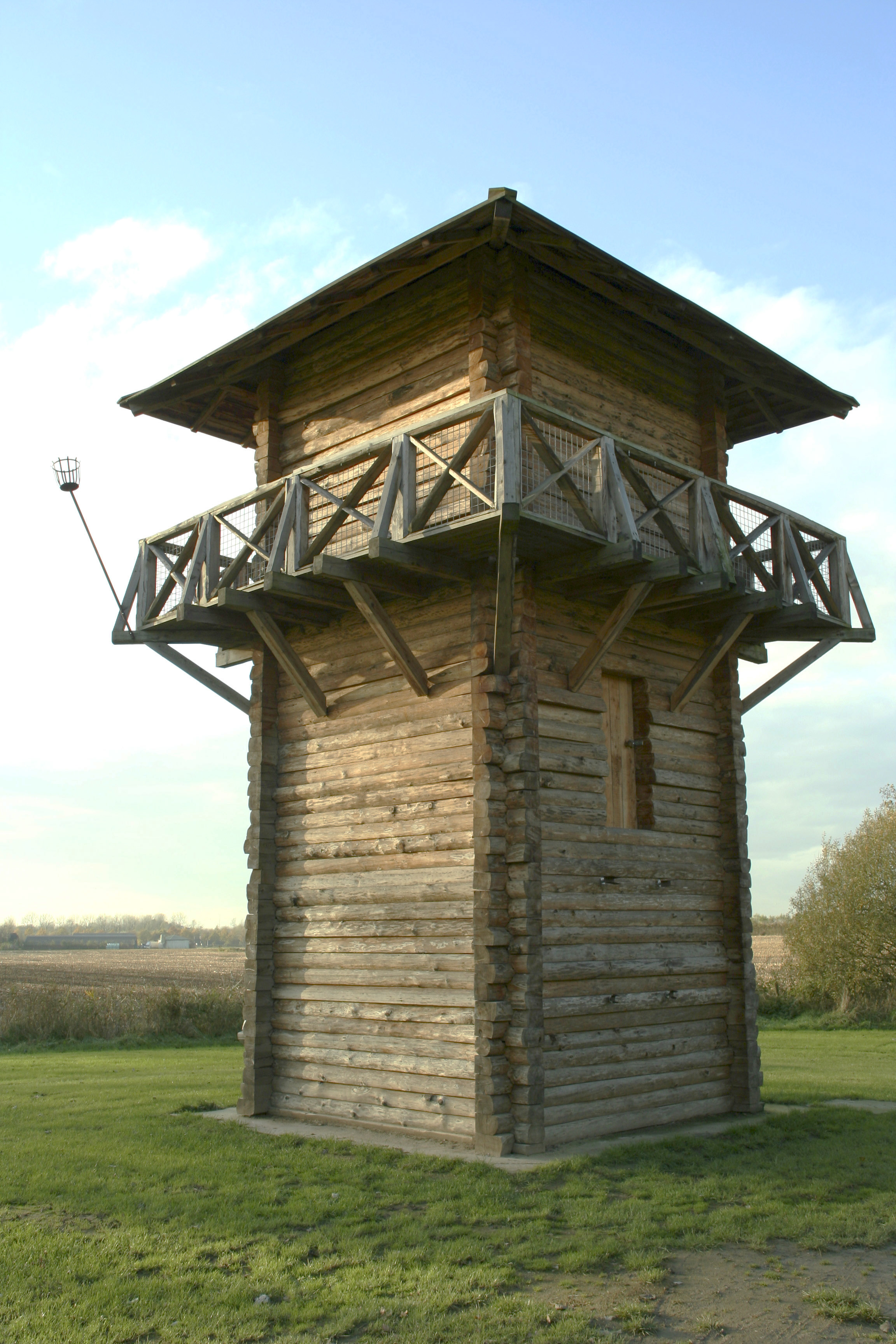
Reconstructie van een houten Romeinse wachttoren (turris) bij Vechten

#### Regio
Hemelsbreed lagen op circa vijf kilometer afstand nog twee andere Romeinse forten. De een ten westen in huidig Vleuten (vermoedelijk destijds Fletio geheten). De andere lag ten zuiden met het al in de tijd van keizer Augustus aangelegde castellum in Vechten (destijds Fectio genaamd). Vandaag de dag worden zulke korte afstanden tussen deze forten als opmerkelijk gezien omdat nergens aan de noordgrens van het Romeinse Rijk zo'n opzet aanwezig is. Een mogelijke verklaring is dat de van de Rijn afsplitsende rivier de Vecht hier door ontoegankelijk veengebied naar het noorden stroomde, waardoor extra verdediging werd gebouwd om deze waterweg als verbinding te kunnen controleren. Daarnaast had Fectio nog een andere functie namelijk die van vlootbasis, wat ook een verklaring kan zijn.
In het gebied van deze drie forten is pas vrij recent gebleken dat zich daar tevens kleinere militaire bouwwerken bevonden. Onder meer zijn in Vleuten/De Meern rond 2002 een aantal wachttorens aangetroffen. Deze dateren van het midden van de 1e eeuw tot in de 3e eeuw. De oudste waren uitgevoerd in hout en vanaf de 2e eeuw ook in steen. Bij een van deze wachttorens is daarbij teruggevonden dat er destijds kleine grachten en kruislings geplaatste staken omheen waren aangebracht. Deze ontdekkingen hebben tot nieuwe inzichten geleid hoe de limes in huidig Nederland als grensverdediging was ingericht. Vermoedelijk waren de wachttorens bedoeld om verkeer op de meanderende rivier te kunnen controleren en bewaken. Met name de omgeving rond Fletio telde in de 1e eeuw vele inheemse nederzettingen, met bewoners die in dienst waren bij de Romeinen. In deze omgeving is een aantal vaartuigen uit de Romeinse tijd teruggevonden.

### Middeleeuws Trecht
Na het vertrek van de Romeinse militairen rond het jaar 270 worden de archeologische sporen voor lange tijd zeer schaars voor het castellum en de omgeving, waarbij er onderbrekingen in de archeologische vondsten zijn tot aan de 7e eeuw en in mindere mate tot het jaar 1000. Sinds 1975 zijn er wel vondsten bij gekomen die de gaten in deze geschiedenis hebben verkleind.
Uit de eerste helft van de 5e eeuw dateren een drietal vroeg-Frankische graven, waaronder twee kindergraven met overeenkomstige grafgiften. Deze grafgiften duiden op mogelijke welstand. Dit grafveld is gevonden ten oosten van het castellum, onder een school aan het Pieterskerkhof.

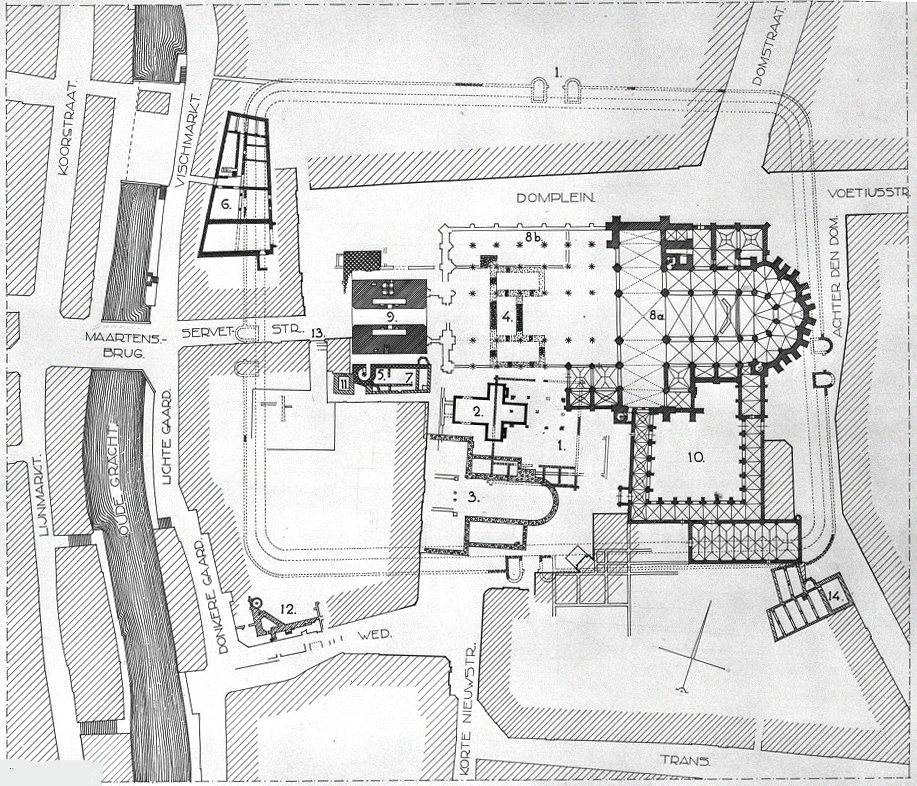
Plattegrond van het Domplein en omgeving met het castellum en middeleeuwse bouwwerken weergegeven.
1 Castellummuren met poorten en principia in periode 5
2 Heilige Kruiskapel
3 Sint-Salvatorkerk
4 Dom van Adelbold
5 Traptoren Dom van Adelbold
6 Lofen
7/11-13 Bisschopshof
8a/b Domkerk
9 Domtoren
10 Pandhof Dom
14 Claustraal huis (Achter de Dom 7)
(Bron plattegrond: Rijksdienst voor het Cultureel Erfgoed/J.P. de Koning.)

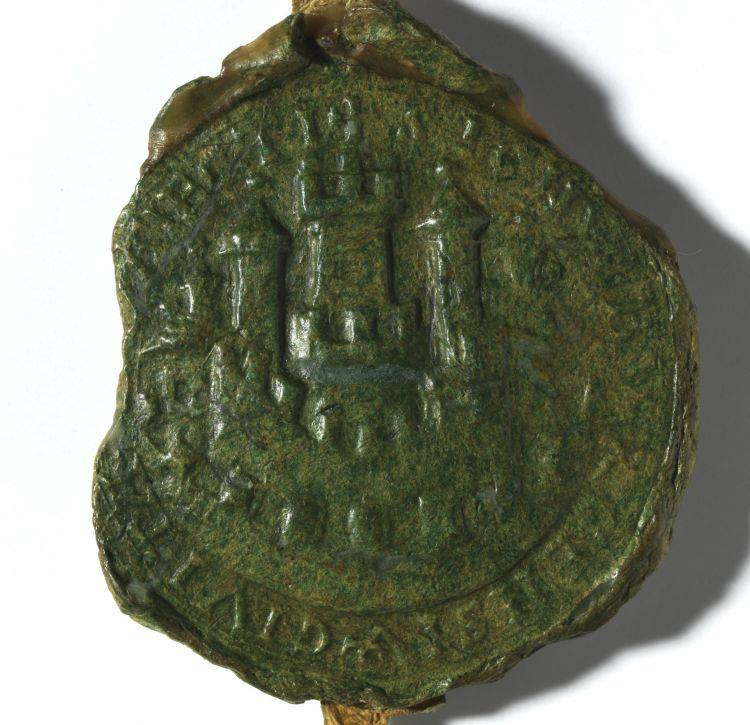
Oudste zegel van de stad Utrecht (circa 1200). De afbeelding op het zegel wordt gezien als een symbolische weergave van de oude stad Utrecht met de stadsmuur, burchtmuur, kerken en het bisschoppelijk paleis met de bisschopstoren.
'(Bron foto: Het Utrechts Archief.)

Het voormalig castellum werd in de 7e en het begin van de 8e eeuw diverse malen inzet van de strijd tussen polytheïstische Friezen en de christelijke Franken, waarbij de Frankische koningen zich min of meer beschouwden als de rechtmatige opvolgers van de Romeinen en dus ook hun forten. De Frankische koning Dagobert I liet omstreeks 630 een kerkje binnen de muren van het castellum bouwen, dat echter door de strijd geen lang leven was beschoren omdat het al binnen enkele decennia door de Friezen werd vernield. Mogelijk was het vermoede Romeinse tempeltje in het fort in gebruik bij de inheemse bevolking en zou dit gaan plaatsmaken voor de eerste kerk. De Angelsaksische missionaris Willibrord werd in 695 door paus Sergius I tot aartsbisschop benoemd, waarna de Frankische hofmeier Pepijn II Willibrord fort Traiectum aanwees als bisschopszetel. Samen met Bonifatius zou Willibrord rond 700 Traiectum gaan gebruiken voor de kerstening van deze gebieden, waarbij Willibrord de kerk liet herbouwen. Niet uit te sluiten is dat Willibrord tempels en heiligdommen met een heidens karakter in het fort resoluut vernielde of dat dat zelfs al ten tijde van Dagobert was gebeurd. Rond het eind van de 7e eeuw was het voormalige Romeinse fort nog enkele malen in handen van de Friezen waarbij mogelijk hun koning Radbod en al eerder zijn voorganger Aldgisl, het gebruikten als residentie.
Na de definitieve verovering van Traiectum door de Franken op de Friezen in 719, werd onder bescherming van de Frankische, en later door de volgende machthebbers zoals de bisschoppen van Utrecht, het voormalig castellum versterkt en vergroot tot een burcht die ook wel Trecht werd genoemd. De Frankische hofmeier Karel Martel schonk daarbij in 723 onder meer Traiectum en Fectio aan het monasterium in Utrecht. De Keulse bisschop Hildegar maakte aanspraak op de Utrechtse kerk omdat Dagobert Traiectum en het kerkje aan Keulen had geschonken. Bonifatius wist, door het schrijven van een brief aan paus Stefanus II in 752/753, de Utrechtse kerk uit handen van Keulen te houden. Binnen de muren vormde zich tevens een kloostergemeenschap met daaraan verbonden de destijds bekende Domschool waar uit binnen- en buitenland aanstaande geestelijken werden opgeleid. Op het burchtterrein zijn sarcofagen aangetroffen waaronder uit de 8e eeuw. Vermoedelijk gaat het om begravenen die geestelijke waren geweest of een andersoortige relatie hadden met de Utrechtse kerk.
De burcht en zijn machthebbers vormden een aantal eeuwen het bestuurlijk en kerkelijk centrum in de Noordelijke Nederlanden. Diverse religieuze bouwwerken verrezen daardoor binnen de immuniteit van de burcht. De periode vanaf 860 kende echter nog een tijdlang een door de Utrechtse bisschoppen verlaten burcht omdat Vikingen hun kans waar namen. Na terugkomst van de bisschop omstreeks 926 ontstond westelijk van de burcht vanaf circa 975 de belangrijke handelswijk Stathe ter hoogte van de westelijke Romeinse vicus. Volgens een kroniek zouden kooplieden die bij de burcht woonden in 1007 bij een aanval van Vikingen op Utrecht de handelswijk in brand hebben gestoken en zich in de burcht hebben teruggetrokken. De burcht werd mogelijk rond deze periode omgracht en vanuit Stathe bereikt via de houten Borchbrug (de huidige stenen Maartensbrug).
Onderwijl had Utrecht het muntrecht in 936 verkregen van koning Otto I, waarna een munthuis werd gevestigd binnen de burcht. De inning van tolgelden en domeinopbrengsten, en de verkoop van gruit zou ook in de burcht gaan plaatsvinden. De introductie van een nieuwe leefregel (de Akense regel) in het Utrechtse bracht voort dat de twee kloostergemeenschappen binnen de burchtmuren om werden gevormd naar volwaardige kapittels met ieder een eigen vermogen en immuniteit.
Bisschop Adelbold II liet, na de grote brand van 1017 die de burcht teisterde, de castellummuur aan de zijde van de Oudegracht verplaatsen en bouwde daar een bisschoppelijk paleis. Keizer Hendrik III voegde daar rond 1040 zijn palts Lofen aan toe. Vermoedelijk stichtten bisschop Bernold en de keizer tevens een kerkenkruis om de nieuw binnen de burcht gebouwde Dom van Adelbold. In 1081 wordt voor het eerst een speciale dienstman van de bisschop genoemd in de rol van burggraaf. Als voornaamste daarvan had hij de leiding in de verdediging van de burcht. Als krijgsmacht van de bisschop voerden de oppidani (borgmannen) de permanente bewaking uit van de burcht.
In het jaar 1122 kreeg Utrecht stadsrechten en werd onder meer omwald. De laatste maal dat de burcht voor de verdediging werd gebruikt was in 1159 toen bisschop Godfried van Rhenen in conflict kwam met ministerialen en burgers en onder meer de bisschopstoren in de burcht werd belegerd. De bisschop wist uiteindelijk te ontkomen en vervolgens liet die nieuwe bisschoppelijke kastelen bouwen buiten de stad. Uiterlijk in de 13e eeuw is vervolgens de Borchgracht gedeeltelijk gedempt en zijn de burchtmuren afgebroken.

### Heden

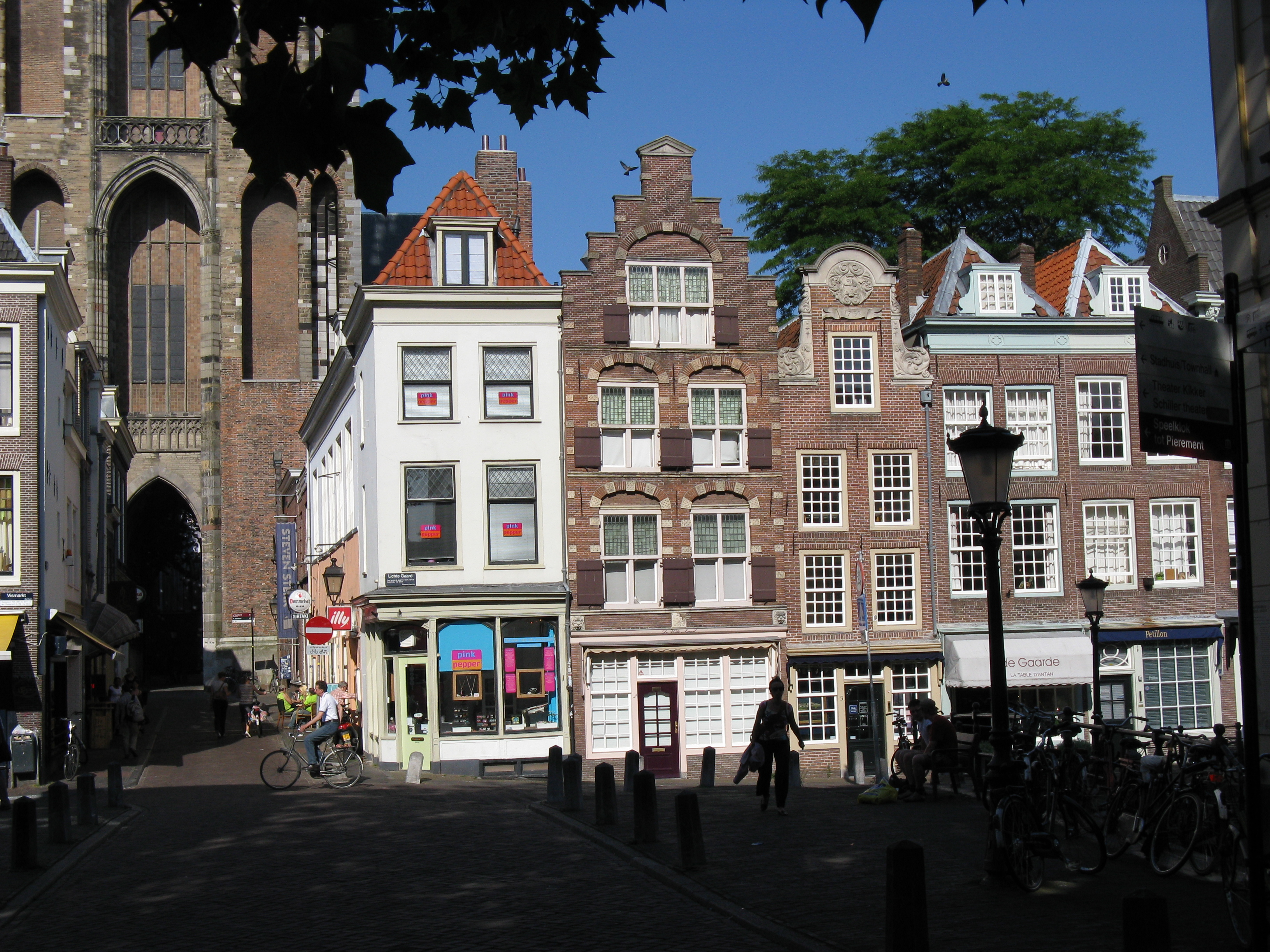
Gezicht vanuit de Zadelstraat over de Maartensbrug en door de Servetstraat richting Domtoren en Domplein. Links en rechts van de Servetstraat lagen in de 11e eeuw respectievelijk Lofen en het bisschoppelijk paleis

Vandaag de dag is bovengronds bij het Domplein het castellum niet meer te zien. In de bestrating is op diverse plaatsen aangegeven waar de buitenmuur van het castellum in periode 5 en latere kerkelijke bouwwerken stonden. Onder meer een deel van de stenen boogconstructie van de toegangspoort naar het hoofdkwartier, is te bezichtigen in het Centraal Museum. In 2010 is een ondergrondse publiekscentrum aan het Domplein geopend waarin de 2000 jaar geschiedenis van deze plek centraal staat en delen van de Romeinse bebouwing en de latere kerken zichtbaar zijn.

## Werelderfgoed
Het fort van Traiectum is een schakel in de Neder-Germaanse limes, de lijn van grensforten aan de noordgrens van het Romeinse Rijk.
Op 27 juli 2021 zijn tijdens de vergadering van het Werelderfgoedcomité van de UNESCO in het Chinese Fuzhou onderdelen uit het nominatiedossier, waaronder het fort Traiectum,  de status van Werelderfgoed toegekend.

Het belang van het fort in het nominatiedossier wordt als volgt omschreven:
Het binnengebied van het fort is grotendeels niet opgegraven. De houtresten van de eerdere bouwfasen en andere organisch materiaal zijn zeer goed bewaard gebleven. Het fort Domplein is een van de weinige met enkele staande overblijfselen van de laatste stenen bouwfase.